# Impedancja doziemna
Impedancja doziemna - termin z zakresu elektrotechniki odnoszący się do uziomu (dowolnego przewodzącego elementu znajdującego się w gruncie), który oznacza wartość impedancji mierzoną między uziomem a tzw. ziemią odniesienia. Ziemia odniesienia jest to umowny termin oznaczający takie miejsce w gruncie, w którym potencjał elektryczny równy jest 0. W praktyce przyjmuje się, iż jest to punkt odpowiednio oddalony od uziomu, w którym przy dalszym oddalaniu impedancja doziemna miałaby stałą wartość.